# 그레고리오 선교

600년경 일부 앵글로-색슨족의 일반적인 윤곽 지도

그레고리오 선교 또는 아우구스티노 선교는 596년 교황 대 그레고리오가 브리튼섬의 앵글로색슨족을 개종시키기 위해 보낸 기독교 선교였다.  선교는 캔터베리의 아우구스티노에 의해 이끌어졌다. 653년 마지막 선교사가 사망할 때까지, 선교는 남부 브리튼섬에 기독교를 확립하였다. 아일랜드인과 프랑크인 선교와 함께 브리튼의 다른 지역도 개종하였으며, 유럽 대륙에 대한 하이버노-스코티시 선교에 영향을 미쳤다.
410년 로마 제국이 브리타니아 속주에서 군단들을 철수시켰을 때, 섬의 일부는 이교 게르만 부족들에 의해 정착되어 세기 후반에, 켄트의 지배권과 로마 제국에 의해 더 이상 수비되지 않는 다른 해안지대들을 장악한 것으로 보인다. 6세기 후반 교황 그레고리오는 켄트의 왕 애셀베르흐트과 그의 부인이며 프랑크의 공주였던 켄트의 베르타를 개종하기 위해 선교사 집단을 켄트로 보냈다. 아우구스티노는 로마에 있는 그레고리오 자신의 수도원의 원장이었으며, 그레고리오는 아우구스티노의 경로를 따라 프랑크 지배자들에게 도움을 요청함으로써 선교를 위한 길을 마련했다. 597년, 40명의 선교사들이 켄트에 도착하였고 애셀베르흐트에게 그의 수도 캔터베리에서 자유롭게 설교할 수 있도록 허락받았다.
곧 선교사들은 그레고리오에게 편지를 써서 그들의 성과와 개종이 일어났다는 것에 대해 알렸다. 애셀베르흐트가 개종한 정확한 연대는 알려져 있지 않지만, 601년 이전에 일어났다. 601년 수도사들과 성직자들의 두 번째 집단이 새로운 설립을 위해 책과 다른 물건들을 들고 파견되었다. 그레고리오는 아우구스티노를 브리튼 제도 남부 지역의 수도 대주교로 되게 하려고 작정했고, 그에게 브리튼 태생의 성직자들에 대한 권한을 주었다. 그러나 아우구스티노와 일련의 회의에서, 오랫동안 자리잡은 켈트 주교들은 그의 권한을 인정하기를 거부했다.
616년 애셀베르흐트의 죽음 전에, 다른 주교구들이 설립되었다. 그 날짜 이후에, 이교도들의 반발이 시작되었고 런던의 관구, 또는 주교구는 버려졌다. 애셀베르흐트의 딸, 애설부르흐는 노섬브리아인의 왕인 에아드위네와 결혼했고, 627년까지 북쪽으로 그녀와 동행한 주교 파울리노가 에아드위네과 다른 노섬브리아인들을 개종시켰다. 633년경 에아드위네가 죽었을 때, 그의 미망인과 파울리노는 어쩔 수 없이 켄트로 피신해야 했다. 선교사들이 선교한 모든 장소에 남아 있을 수는 없었지만, 653년 마지막 선교사들이 사망할 때까지, 그들은 켄트와 그 주변 전원지대에 기독교를 확립했고, 브리튼섬의 기독교 실천에 로마 전통을 이바지했다.

## 같이 보기
- 그레고리오 선교의 일원 목록

## 추가 자료
- Brooks, N. P. (2008). 〈Gregorian mission (act. 596–601)〉. 《Oxford Dictionary of National Biography》 October 2008 revis판. Oxford University Press. (subscription 또는 UK 공공도서관 회원 필수)